# Okamuraea brachydictyon
Okamuraea brachydictyon är en bladmossart som beskrevs av Noguchi 1953. Okamuraea brachydictyon ingår i släktet Okamuraea och familjen Leucodontaceae. Inga underarter finns listade i Catalogue of Life.